# Wagner (metropolitana di Milano)
Wagner è una stazione della linea M1 della metropolitana di Milano.

## Storia
La stazione di Wagner fu costruita come parte della tratta da Pagano a Gambara della linea M1 della metropolitana, entrata in servizio il 2 aprile 1966.

## Servizi
La stazione dispone di:
- Scale mobili
- Emettitrice automatica biglietti
- Stazione video sorvegliata

## Interscambi
Nelle vicinanze della stazione effettuano fermata alcune linee urbane, tranviarie ed automobilistiche, gestite da ATM.
- Fermata tram (P.za Piemonte, linea 16)
- Fermata autobus

## Galleria d'immagini

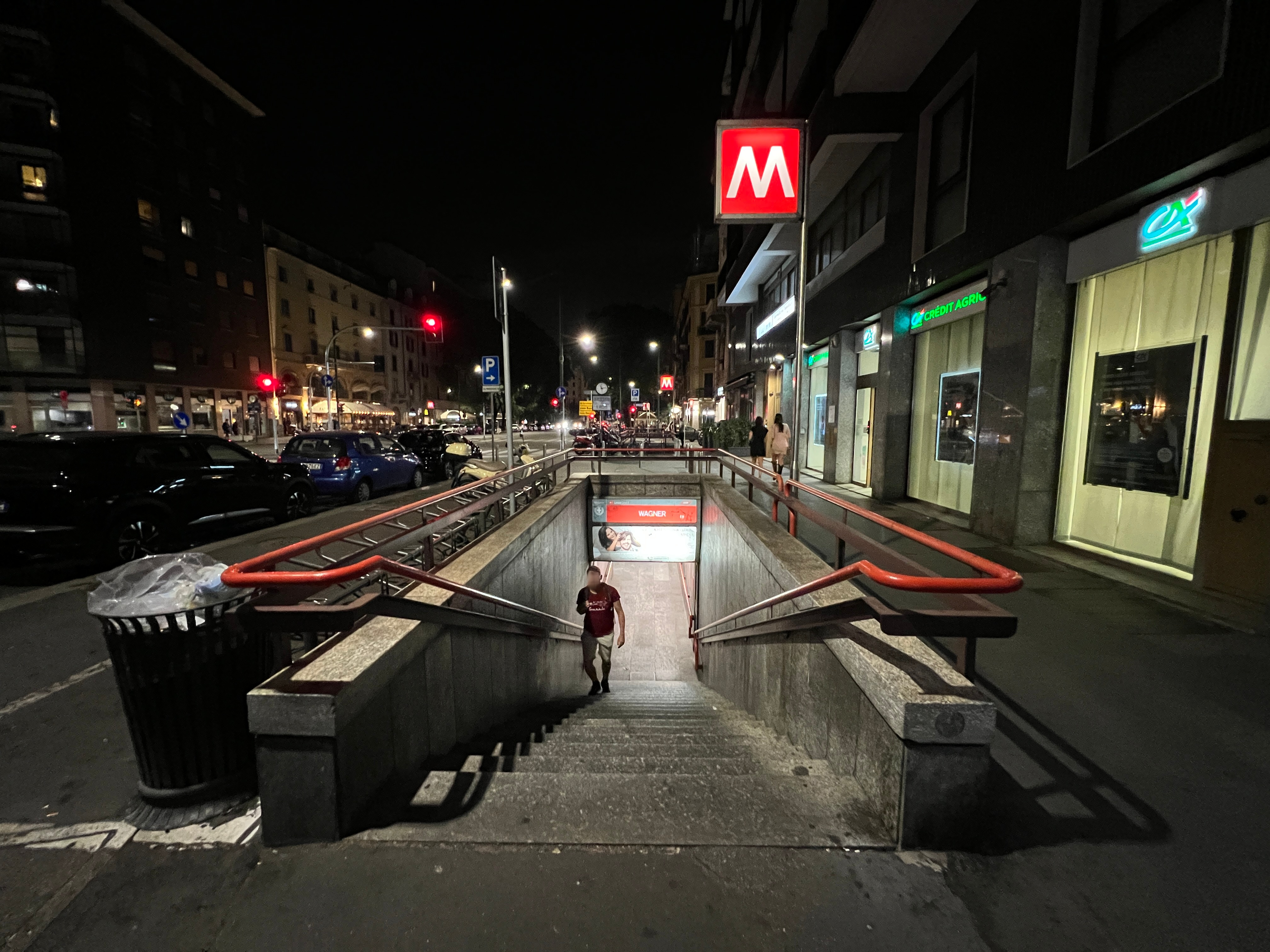
L'ingresso